# Uchi mata
Uchi-mata é um dos 40 golpes originais de arremesso do judô desenvolvido por Jigoro Kano e também do Jiu-Jitsu. Pertence ao segundo grupo, Dai nikyo, da lista de projeções tradicionais, Gokyo (no waza), de Judo Kodokan . Também faz parte dos atuais 67 arremesos de Judo Kodokan. Ensinado a atletas na faixa azul de judô, o uchi mata é considerado uma técnica de arremesso de pés (ashi waza). Por utilizar considerável movimento de quadril, muitos apontam o uchi-mata como golpe de quadril (koshi waza).

O golpe é aplicado ao desequilibrar o oponente para a frente, pegando na parte superior das costas com uma mão e no braço com a outra. Com a pegada definida, o lutador gira o corpo, encaixa uma perna entre as pernas do adversário, levanta-a e puxa o oponente com os braços sobre o quadril.
É considerado um dos golpes mais plásticos e eficientes do judô, também utilizado no Jiu-Jitsu.